# Cohors I Thebaeorum
Die Cohors I Thebaeorum [equitata] (deutsch 1. Kohorte aus Thebais [teilberitten]) war eine römische Auxiliareinheit. Sie ist durch Militärdiplome, Inschriften und Papyri belegt.

## Namensbestandteile
- Thebaeorum: aus Thebais. Die Soldaten der Kohorte wurden bei Aufstellung der Einheit aus der Thebais, dem Umland der Stadt Theben rekrutiert. Die Cohors I und II Thebaeorum waren die einzigen Auxiliareinheiten, die auf dem Gebiet der Provinz Aegyptus aufgestellt wurden.[1]

- equitata: teilberitten. Die Einheit war ein gemischter Verband aus Infanterie und Kavallerie. Der Zusatz kommt in der Inschrift (CIL 3, 14147,2) vor.

Da es keine Hinweise auf den Namenszusatz milliaria (1000 Mann) gibt, war die Einheit eine Cohors (quingenaria) equitata. Die Sollstärke der Kohorte lag bei 600 Mann (480 Mann Infanterie und 120 Reiter), bestehend aus 6 Centurien Infanterie mit jeweils 80 Mann sowie 4 Turmae Kavallerie mit jeweils 30 Reitern.

## Geschichte
Der erste Nachweis der Einheit in der Provinz Aegyptus beruht auf einem Militärdiplom, das auf das Jahr 83 datiert ist. In dem Diplom wird die Kohorte als Teil der Truppen (siehe Römische Streitkräfte in Aegyptus) aufgeführt, die in der Provinz stationiert waren. Ein weiteres Diplom, das auf 105 datiert ist, belegt die Einheit in derselben Provinz.
Auf dem Diplom von 105 wird die Kohorte als ex translatarum in Iudaeam aufgeführt, d. h. sie sollte in die Provinz Iudaea verlegt werden. Da sie aber auf keinem der späteren Militärdiplome für Iudaea aufgeführt ist, nahm sie vermutlich 106 an der Annexion des Nabatäerreichs durch Trajan teil und wurde dann in der neu eingerichteten Provinz Arabia Petraea stationiert.

## Standorte
Standorte der Kohorte in Aegyptus waren möglicherweise:
- Talmis (Kalabscha)
- Koptos
- Myos Hormos
- Syene

## Angehörige der Kohorte
Folgende Angehörige der Kohorte sind bekannt.

### Kommandeure
| - Sex(tus) Pompeius Merula, ein Präfekt (CIL 3, 6627) | - P(ublius) Claudius Iustus, ein Präfekt (CIL 3, 14147,2) |

### Sonstige
| - C(aius) Iulius Montanus, ein Centurio (CIL 3, 6627) - C(aius) Terentius Maximus, ein Centurio (CIL 3, 6627) | - L(ucius) Domitius Aper, ein Centurio (CIL 3, 6627) - T. Staius Domitianus, ein Veteran |